# NGC 2397
NGC 2397 è una galassia a spirale situata nella costellazione del Pesce Volante, a una distanza di circa 71 milioni di anni luce dalla nostra Via Lattea.

## Scoperta
La galassia è stata scoperta il 21 febbraio 1835 dall'astronomo britannico John Herschel.

## Descrizione

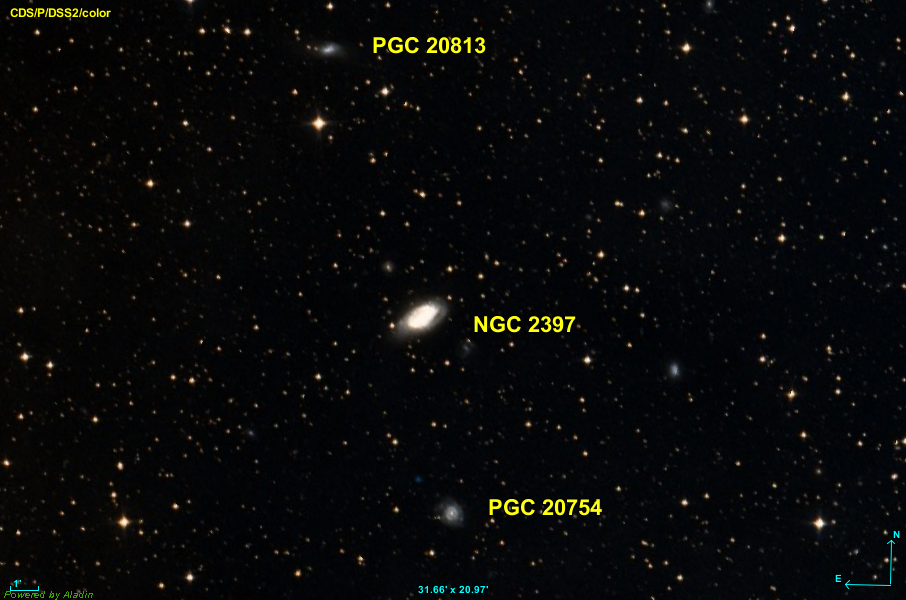
Le galassie PGC 20754 e PGC 20813 e la loro posizione rispetto a NGC 2397.

NGC 2397 ha una classe di luminosità II e presenta una larga riga a 21 cm dell'idrogeno neutro.
La luminosità di NGC 2397 nell'infrarosso lontano (da 40 a 400 µm) è uguale a 6,17 x 109 {\displaystyle L_{\odot }} (109,79 {\displaystyle L_{\odot }}), mentre la sua luminosità totale nell'infrarosso (da 8 a 1000 µm) è di 8,32 x 109 {\displaystyle L_{\odot }} (109,92 {\displaystyle L_{\odot }}).
Nelle immagini, PGC 20754 e PGC 20813 appaiono molto vicine a NGC 2397 per cui a volte sono designate come NGC 2397A e NGC 2397B. Le due galassie non sono tuttavia state incluse nel New General Catalogue preparato da John Dreyer.

## La supernova SN 2006bc
Il 25 marzo 2006, R. Martin dell'Osservatorio di Perth in Australia, ha annunciato la scoperta di una supernova in NGC 2397.. La supernova è stata in seguito classificata di tipo II e ritenuta il risultato dell'esplosione di una stella massiccia. La supernova, al suo ultimo stadio, è visibile anche nelle immagini riprese dal Telescopio spaziale Hubble.

## Gruppo di NGC 2442
NGC 2397, assieme alle galassie NGC 2434 e NGC 2442, forma il Gruppo di NGC 2442.